# Trumeter
Trumeter ist ein internationaler Hersteller und Händler von Zähl-, Mess- und Zeitsteuerungsinstrumenten. Trumeter entwickelt und produziert elektronische OEM Systeme für industrielle und kommerzielle Anwendungen. Trumeter brachte 1984 den weltweit ersten Miniatur-LCD-Zähler mit 10-jähriger Batterielebensdauer auf den Markt.
Gegründet wurde Trumeter 1937 im Vereinigten Königreich, 1938 wurde in den USA eine Niederlassung gegründet. Trumeter hat ein Vertriebsnetz in 48 Ländern mit 70 Händlern und zusätzlich zum Vertrieb in UK und den USA, Vertretungen in Frankreich, Deutschland und im Pazifikraum.
2004 verlagerte Trumeter seine Produktion nach Malaysia. In Penang sind mittlerweile über 200 Mitarbeiter beschäftigt.
Das Produktportfolio umfasst:
- Prozesssteuerungs- und Anzeigelemente
- Elektronische Mess- und Zählinstrumente
- Sensoren und Drehgeber
- Mechanische Zählinstrumente
- Längenmessinstrumente
- Entfernungsmessinstrumente